# Emanuel Hoffmann (Unternehmer)
Emanuel Hoffmann (* 4. Mai 1896 in Basel; † 3. Oktober 1932 ebenda)  war der Sohn von Fritz Hoffmann-La Roche, dem Begründer des gleichnamigen Basler Pharma-Unternehmens Roche Holding.

## Leben und Wirken

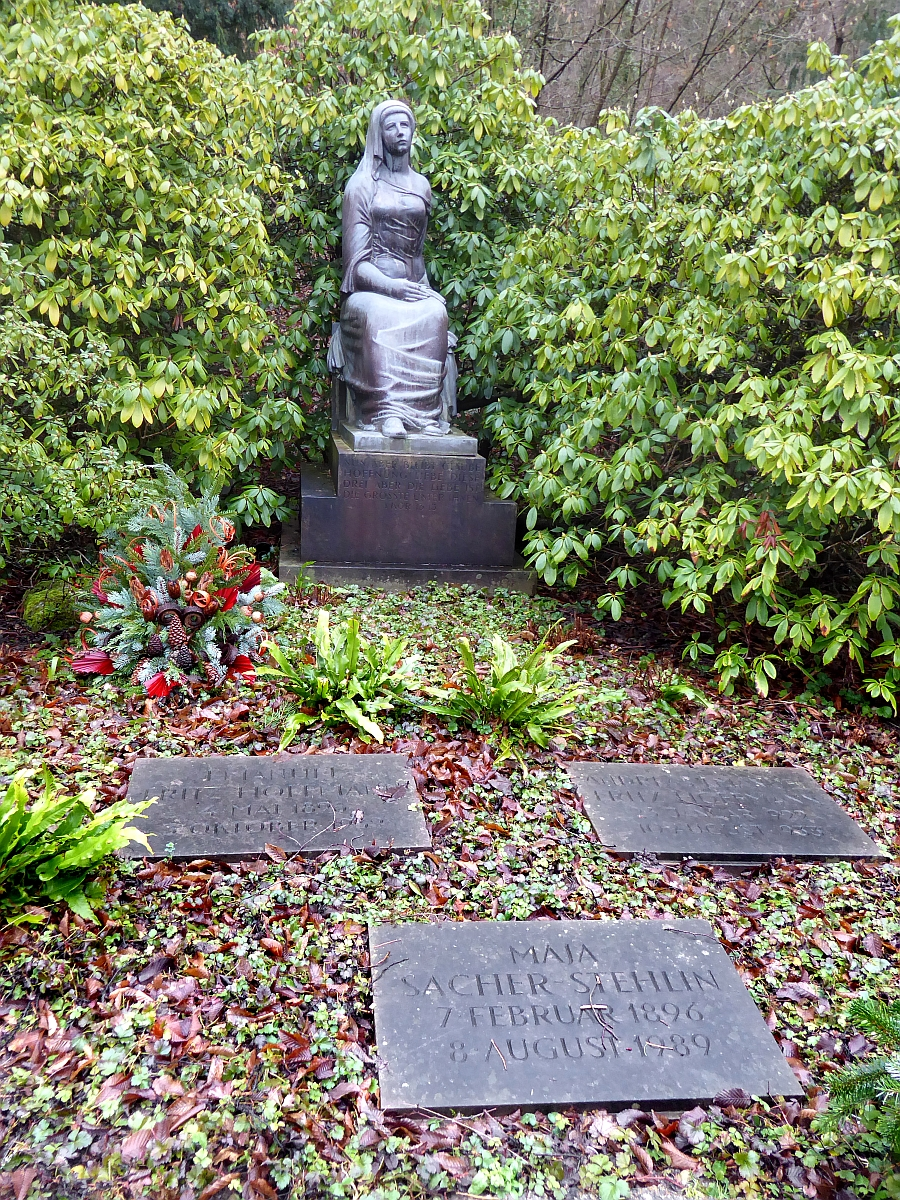
Familiengrab auf dem Friedhof am Hörnli, Riehen, Basel-Stadt

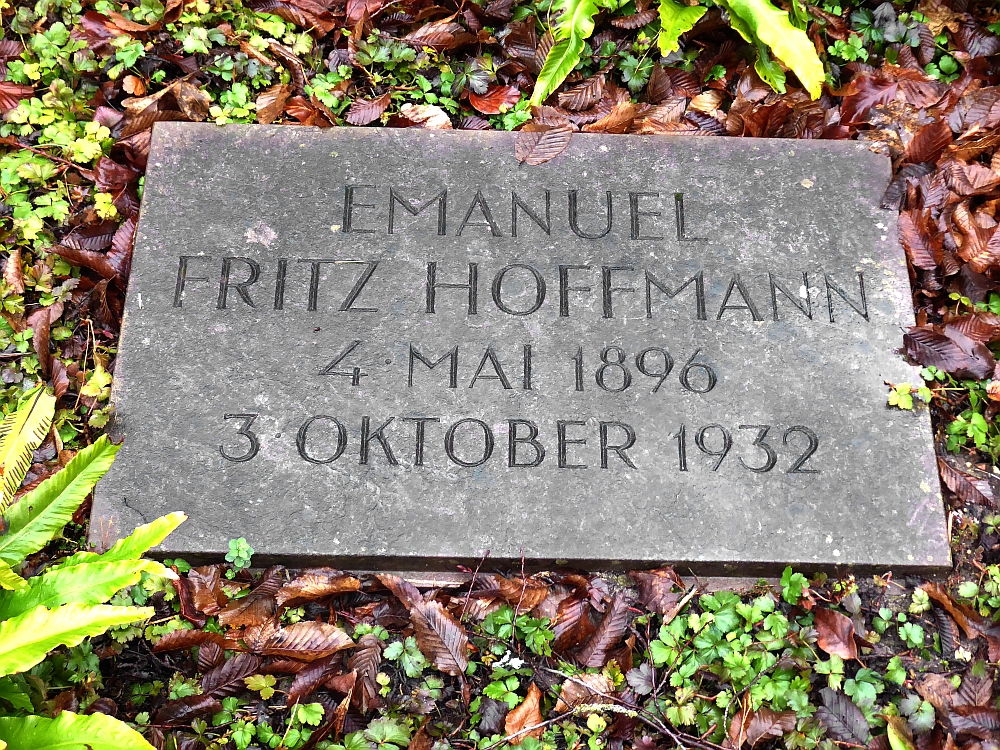
Grab auf dem Friedhof am Hörnli, Riehen, Basel-Stadt

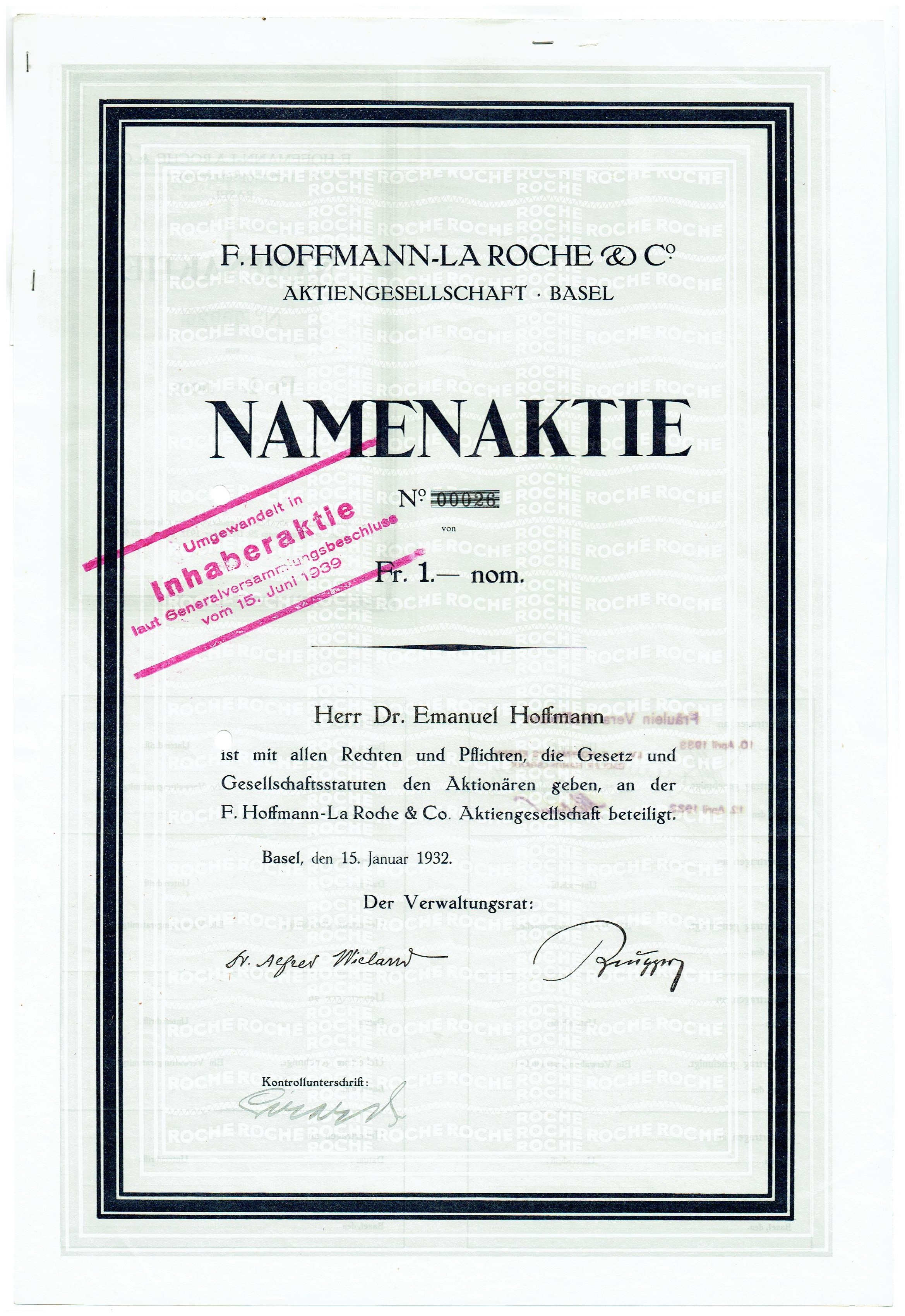
Namensaktie der F. Hoffmann-La Roche & Co. AG vom 15. Januar 1932, ausgestellt auf Dr. Emanuel Hoffmann

Hoffmann besuchte die Schulen in Basel und absolvierte ein Studium der Rechtswissenschaft, das er mit dem Doktorat abschloss. 1921 heiratete er Maja Stehlin (spätere Maja Sacher). Ab 1921 arbeitete er in der Firma seines Vaters in Basel, 1925 wurde ihm die Leitung der Filiale in Brüssel übertragen. Dort begannen er und seine Ehefrau Kunst zu sammeln, was zunächst darin bestand, ererbte Bilder durch Werke zeitgenössischer Künstler zu ersetzen. Das erste Werk der Sammlung Hoffmann war der Acrobat (1914) von Marc Chagall. Danach folgten die Belgier Léon de Smet, Willem Jan van den Berghe und Edgard Tytgat, dann Georges Rouault, Max Ernst, Hans Arp, Georges Braque, Pablo Picasso und Paul Klee.
1930 kehrte Hoffmann nach Basel zurück, wurde im April dieses Jahres in die Kommission des Basler Kunstvereins gewählt und im darauf folgenden Jahr, am 30. Juni 1931, an die Stelle des zurückgetretenen Albert Oeri zum Präsidenten des Kunstvereins gewählt. 1932 starb er im Alter von 36 Jahren an den Verletzungen, die er sich bei einem Zusammenstoss seines Fahrzeugs mit einem Zug an einem ungesicherten Bahnübergang zwischen Aarberg und Lyss zugezogen hatte. Er hinterliess drei Kinder: den Sohn Andreas Hoffmann, der 1933 an Leukämie starb, die Tochter Vera Béatrice (spätere Vera Oeri-Hoffmann) und den Sohn Lukas "Luc" Hoffmann. 1933 gründete seine Witwe ihm zum Andenken die Emanuel Hoffmann-Stiftung.